# المسابقة الدولية لبرامج لغة C المخفية
المسابقة الدولية لبرامج لغة C المخفية (بالإنجليزية: International Obfuscated C Code Contest)‏ هي مسابقة دولية في البرمجة بلغة C، يكون فيها الفائز هو من كتب أصعب برنامج من حيث القراءة والفهم.
```
#define _ -F<00||--F-OO--;

int
 
F
=
00
,
OO
=
00
;
main
(){
F_OO
();
printf
(
"%1.3f
\n
"
,
4.
*-
F
/
OO
/
OO
);}
F_OO
()

{

            
_
-
_
-
_
-
_

       
_
-
_
-
_
-
_
-
_
-
_
-
_
-
_
-
_

    
_
-
_
-
_
-
_
-
_
-
_
-
_
-
_
-
_
-
_
-
_
-
_

  
_
-
_
-
_
-
_
-
_
-
_
-
_
-
_
-
_
-
_
-
_
-
_
-
_
-
_

 
_
-
_
-
_
-
_
-
_
-
_
-
_
-
_
-
_
-
_
-
_
-
_
-
_
-
_
-
_

 
_
-
_
-
_
-
_
-
_
-
_
-
_
-
_
-
_
-
_
-
_
-
_
-
_
-
_
-
_

_
-
_
-
_
-
_
-
_
-
_
-
_
-
_
-
_
-
_
-
_
-
_
-
_
-
_
-
_
-
_

_
-
_
-
_
-
_
-
_
-
_
-
_
-
_
-
_
-
_
-
_
-
_
-
_
-
_
-
_
-
_

_
-
_
-
_
-
_
-
_
-
_
-
_
-
_
-
_
-
_
-
_
-
_
-
_
-
_
-
_
-
_

_
-
_
-
_
-
_
-
_
-
_
-
_
-
_
-
_
-
_
-
_
-
_
-
_
-
_
-
_
-
_

 
_
-
_
-
_
-
_
-
_
-
_
-
_
-
_
-
_
-
_
-
_
-
_
-
_
-
_
-
_

 
_
-
_
-
_
-
_
-
_
-
_
-
_
-
_
-
_
-
_
-
_
-
_
-
_
-
_
-
_

  
_
-
_
-
_
-
_
-
_
-
_
-
_
-
_
-
_
-
_
-
_
-
_
-
_
-
_

    
_
-
_
-
_
-
_
-
_
-
_
-
_
-
_
-
_
-
_
-
_
-
_

        
_
-
_
-
_
-
_
-
_
-
_
-
_
-
_

            
_
-
_
-
_
-
_

}

```